# Black Rocks
Black Rocks är klippor i Sydgeorgien och Sydsandwichöarna (Storbritannien). De ligger i den nordvästra delen av Sydgeorgien och Sydsandwichöarna.
Terrängen runt Black Rocks är huvudsakligen kuperad, men åt nordväst är den platt. Havet är nära Black Rocks åt nordost.